# ラーキン・バス・ターミナル
ラーキン・バス・ターミナル (マレー語: Terminal Bas Larkin Sentral) は、マレーシアのジョホールバルにあったバスターミナル。
マレーシア各地への長距離バス、およびシンガポールへの国際バスが発着する。

## 歴史
1994年にライオン・グループによって建設が開始され、1996年に完成した。